# Великият диктатор
„Великият диктатор“ (на английски: The Great Dictator) е американски игрален филм - пародийна сатирична трагикомедия, излязъл по екраните през 1940 г. Режисиран е от Чарли Чаплин, който също е автор на сценария, съавтор на музиката и изпълнител на двете главни роли.
„Великият диктатор“ е най-успешният в търговско отношение филм на Чаплин и първият му напълно озвучен филм. Той излиза десетилетие след появата на озвученото кино - по това време Чаплин е последният известен режисьор в Холивуд, който продължава да прави неми филми.
В типичния за Чаплин комичен маниер произведението представя перипетиите на обикновен еврейски бръснар в свят, доминиран от военните машини на художествено измислени държави, управлявани от диктатори, чиито образи пародират по явен начин Адолф Хитлер и Бенито Мусолини. Въпреки че е нов художествен образ, героят на бръснаря фактически е препратка към Чаплиновия Скитник.
По времето, когато излиза „Великият диктатор“, Съединените щати все още са в мир с Германия и филмът предизвиква спорове със своята остра критика към Хитлер, Мусолини, антисемитизма и националсоциалистите, които представя като „хора машини с умове машини и сърца машини“.
„Великият диктатор“ е сред основните заглавия на 13-а церемония по връчване на наградите „Оскар“ с номинации за награда в 5 категории, включително за „Най-добър филм“. През 1997 г. филмът е включен в списъка на културното наследство за опазване в Националния филмов регистър към Библиотеката на Конгреса на САЩ.

## В ролите
| Актьор            | Роля                                 |
| ----------------- | ------------------------------------ |
| Чарли Чаплин      | диктаторът Хинкел / еврейски бръснар |
| Полет Годар       | Хана                                 |
| Джак Оуки         | диктаторът Напалони                  |
| Реджиналд Гарднър | Шулц                                 |
| Хенри Даниъл      | Гарбиш                               |
| Били Гилбърг      | Херинг                               |
| Грейс Хейл        | мадам Напалони                       |
| Картър Дехевън    | посланик на държавата Бактерия       |
| Маурис Москович   | Г-н Джекел                           |
| Ема Дън           | Г-жа Джекел                          |
| Бърнард Горси     | Г-н Ман                              |
| Пол Уейгъл        | Г-н Агар                             |

## „Великият диктатор“ В България
В България първоначално е излъчен през 1976 г. по Първа програма на Българската телевизия с български дублаж. Екипът се състои от:
| Превод              | Катя Гончарова                                                       |
| Озвучаващи артисти  | н.а. Виолета Бахчеванова Петър Петров Димитър Дупаринов Петър Вучков |
| Тонрежисьор         | Йордан Цонов                                                         |
| Режисьор на дублажа | Валентин Цоцовски                                                    |

През 2004 г. е издаден на DVD от Съни филмс с български субтитри.
През 2007 г. е издаден отново на DVD от Айпи Трейдинг. Дублажът е на Аста Имидж и в него участват Даринка Митова, Стефан Стефанов и Станислав Пищалов.
На 4 април 2020 г. е излъчен отново по БНТ 1 с български субтитри.

## Критики
Филмът не изразява никаква критика към по-тоталитарния от тогавашните от Германия и Италия СССР, контролиращ една шеста от планетата, надминавайки общата площ на териториите под различна степен на власт от страна на Хитлер и Мусолини по време на най-големия им възход, продължил по-малко от 10 години, а продължителността на трите типа системи е несравнима в съветска полза дори спрямо тази по време на излъчването на филма, като герба на Съветския съюз е бил точно глобуса, който пародийния образ на Хитлер във филма гледа в кабинета си, опасан с лозунга "Пролетарии от всички страни, съединявайте се!", изразяващ стремежа на СССР към световно господство и въпреки че Съветския съюз участва в нападението над Полша заедно с Нацистка Германия и получава над половината територии на междувоенна Полша, напада Финландия, откъсвайки значителна част от териториите й, както и Бесарабия и Буковина от Кралство Румъния и поглъща Балтийските страни, като по никакъв начин не се споменава даже правещия СССР през периода на излъчването на филма съюзник на Нацистка Германия Пакт Рибентроп – Молотов, или това, че през дотогава 23 годишното съществуване на Болшевишкия режим на подконтролните му територии са провеждани системно репресивни кампании, убили десетки милиони хора. Този факт става една от причините Чаплин да бъде разследван по времето на Маккартизма по подозрение в комунистически убеждения.